# アレッポ県
アレッポ県、あるいはハラブ県（アレッポけん、Aleppo Governorate, アラビア語: حلب, Ḥalab）は、シリアの14ある県の一つ。県都はアレッポ（ハラブ）である。
面積は16,142平方kmというものや18,500平方kmという資料もある。人口は4,118,000人（2021年推計）でシリアでも最大である。2011年の推定人口は486.8万人で、シリア内戦の影響で約70万人減少した。

## 地理
シリア北部にあり、北はトルコに、東はラッカ県と、南はハマー県と、西はイドリブ県と接する。

## 行政区分
アレッポ県には10郡が属する。

### 郡
1. ジャバル・サムアーン郡（英語版）[3]（Jabal Sam'an） - アレッポ
2. アフリーン郡（英語版）（Afrin District） - アフリーン
3. アアザーズ郡（英語版）（A'zaz District） - アアザーズ（英語版）
4. アッ＝サフィーラ郡（英語版）（As-Safirah District） - サフィーラ（英語版）
5. アル＝バーブ郡（英語版）（Al Bab District） - アル＝バーブ
6. マンビジ郡（英語版）（Manbij District） - マンビジ
7. ジャラーブルス郡（英語版）（Jarabulus District） - ジャラーブルス（英語版）
8. アイン・アル＝アラブ郡（英語版）（'Ayn al-'Arab District） - アイン・アル＝アラブ
9. en:Atarib District
10. en:Dayr Hafir District

### 主要都市
アレッポ以外にも、アフリーン、マンビジ、アル＝バーブ、アイン・アル＝アラブ、サフィーラ、en:Dayr Hafir、en:Ataribなどの街を抱える。

## シリア内戦
2011年以降のシリアの内乱では、複数の都市がISIS側の支配下に収まった。このため対立するシリア政府軍などの地上勢力に空爆も加わる戦闘は激化（アレッポの戦い (2012-2016)）し、2016年12月には県都アレッポが政府軍側の支配下に収まった。2023年現在、戦闘区域はアル＝バーブの市街地へ移行しつつある。
2024年11月27日より反政府勢力の大規模攻勢が開始され、28日時点で少なくとも県内の10地区を制圧した。その後も攻勢は続き、30日にはアレッポの大部分を制圧したと発表した（アレッポの戦い）。